# POU3F2
POU3F2‏ (POU class 3 homeobox 2) هوَ بروتين يُشَفر بواسطة جين POU3F2 في الإنسان.